# Cortézubi
Cortézubi (oficialmente en euskera: Kortezubi) es un municipio español de la provincia de Vizcaya, en la comunidad autónoma del País Vasco.
Este municipio es conocido principalmente porque dentro de su término municipal se encuentran la cueva de Santimamiñe y el bosque de Oma.

## Toponimia
El topónimo Cortézubi deriva probablemente de la expresión korta zubi que significa en lengua vasca, "puente de la cuadra" o "puente del establo"; o bien de korte zubi, "puente de la corte". Parece bastante claro que zubi es puente, pero la primera parte del nombre, korte no es tan clara, podría tratarse perfectamente de la palabra korta, que significa cuadra o establo y es muy común en la toponimia vasca, o bien de gorte, korte, relacionado con la palabra corte.
La iglesia de Santiago, que es el corazón de la anteiglesia se encuentra a menos de 200 metros del antiguo cauce del río Oca y a escasos 30 metros del riachuelo que marca el límite entre el término municipal de Cortézubi y el de Gautéguiz de Arteaga. No sería descabellado pensar en que alguno de estos cursos de agua hubiera estado salvado por un puente que hubiera acabado dando nombre a la anteiglesia, puente que hubiera estado junto a un establo; o que bien, por alguna razón que desconocemos, se hubiera denominado de la corte (tal vez relacionado con las Cortes de Vizcaya, que se reunían en la vecina villa de Guernica).
Tradicionalmente el nombre del pueblo se ha escrito como Cortézubi. Sin embargo, de acuerdo a la ortografía moderna del euskera se escribe Kortezubi y éste es el nombre oficial desde que el municipio recuperara su independencia en 1987.
El gentilicio es kortezubitarra.

## Geografía
El barrio principal del municipio es Enderica (o Enderika), donde están la casa consistorial y la iglesia, emplazado junto a la marisma de Urdaibai.
En la parte oriental del término municipal está el barrio de Oma, en el fondo de una hoya endorreica rodeada de montes.
Otros barrios que conforman el municipio son: Terlekiz, Idiokiliz, Basondo –en otra hoya y donde está la cueva de Santimamiñe–, Elorriaga y Barrutia.

## Demografía
Cortézubi cuenta con una población de 444 habitantes (INE 2024).
| Gráfica de evolución demográfica de Cortézubi entre 1842 y 1960 |
| |
| Población de derecho según los censos de población del INE Población de hecho según los censos de población del INEEn este censo se denominaba Aspé de Cortézubi: 1857 Entre el censo de 1970 y el anterior, este municipio desaparece porque se integra en el municipio 48046 (Guernica y Luno) |

| Gráfica de evolución demográfica de Cortézubi entre 1991 y 2021 |
| |
| Población de derecho según los censos de población del INE Población de hecho según los censos de población del INEEntre el censo de 1991 y el anterior, aparece este municipio porque se segrega del municipio 48046 (Guernica y Luno) |

## Administración y política
| Partido político                                              | 2015  | 2015       | 2011  | 2011       | 2007  | 2007       | 2003        | 2003        | 1999  | 1999       | 1995  | 1995       | 1991  | 1991       |
| Partido político                                              | %     | Concejales | %     | Concejales | %     | Concejales | %           | Concejales  | %     | Concejales | %     | Concejales | %     | Concejales |
| Euzko Alderdi Jeltzalea-Partido Nacionalista Vasco (EAJ-PNV)  | 56,39 | 4          | 54,04 | 4          | 52,73 | 4          | 94,84       | 7           | 68,71 | 5          | 72,99 | 5          | 77,03 | 6          |
| Euskal Herria Bildu (EH Bildu)-Bildu                          | 42,95 | 3          | 43,97 | 3          | —     | —          | —           | —           | —     | —          | —     | —          | —     | —          |
| Partido Socialista de Euskadi-Euskadiko Ezkerra (PSE-EE PSOE) | —     | —          | 0,33  | 0          | 0,64  | 0          | 1,41        | 0           | —     | —          | —     | —          | —     | —          |
| Partido Popular del País Vasco (PP)                           | —     | —          | 0,33  | 0          | 0,64  | 0          | 1,41        | 0           | —     | —          | —     | —          | —     | —          |
| Eusko Abertzale Ekintza-Acción Nacionalista Vasca (EAE-ANV)   | —     | —          | —     | —          | 32,15 | 2          | —           | —           | —     | —          | —     | —          | —     | —          |
| Eusko Alkartasuna (EA)                                        | —     | —          | —     | —          | 13,18 | 1          | —           | —           | —     | —          | —     | —          | —     | —          |
| Euskal Herritarrok (EH)-Herri Batasuna (HB)                   | —     | —          | —     | —          | —     | —          | Ilegalizado | Ilegalizado | 28,42 | 2          | 24,82 | 2          | 21,28 | 1          |